# Monumento a Ali Pasha de Tepelen

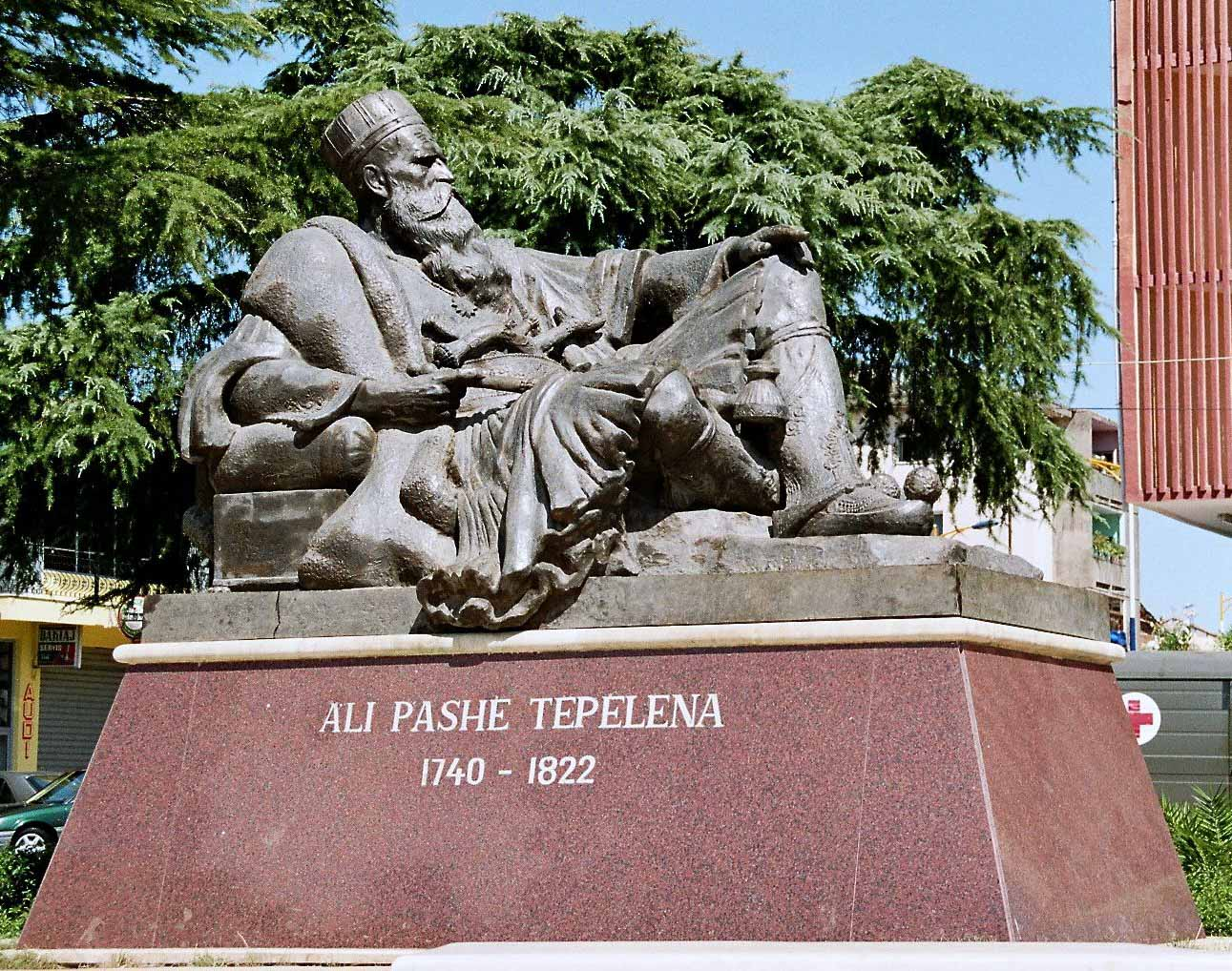
Monumento a Alí Bajá en Tepelenë.

El Monumento de Alí Bajá de Tepelenë es una escultura en la ciudad de Tepelenë, obra del artista albanés Muntaz Dhrami. 

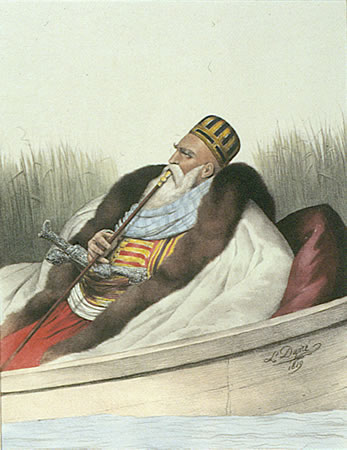
Dibujo de Louis Dupré realizado en 1819.

## La escultura
Magnífico monumento de bronce, que se asienta sobre una peana de granito rojo en forma de tronco de pirámide rectangular. Sobre la losa en un lateral se lee en letras doradas Ali Pashe Tepelane 1740-1822
Se encuentra en la ciudad de Tepelenë, en el distrito del mismo nombre, en Albania. dentro de la ciudad se ubica en la plaza de la entrada a la población entre las carreteras de salida hacia Jaffar y el puente de la aldea de Luzat. 
La localización geográfica del monumento es: 40°17′37″N 20°1′16″E / 40.29361, 20.02111
Pesa 4 toneladas, 3,1 metros de ancho, 2 metros de altura. 
La ceremonia de inauguración se celebró con numerosas actividades durante dos días de celebración, el 21 y 22 de septiembre del año 2002.

## Galería de imágenes

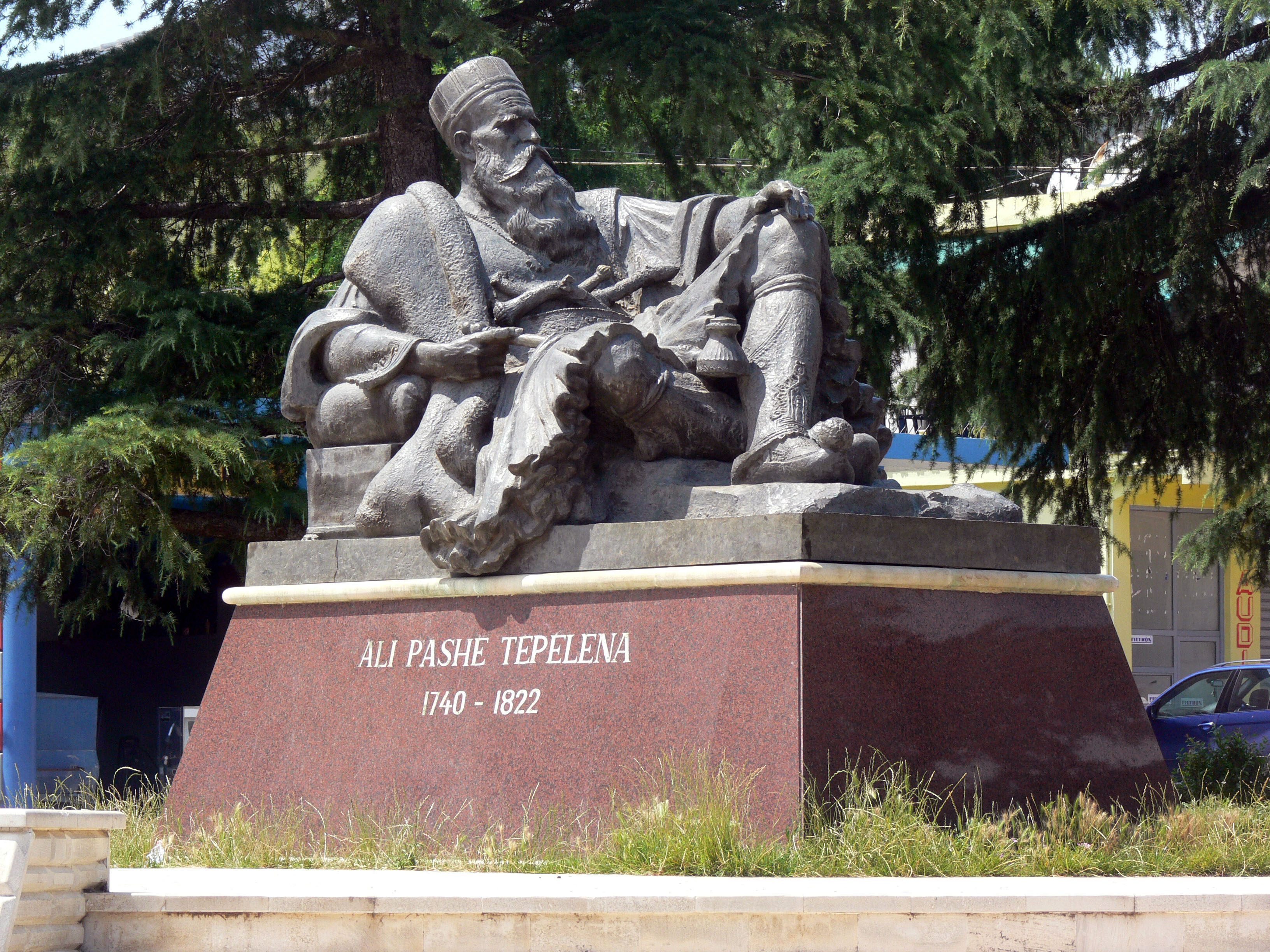
Vista 3/4 del monumento
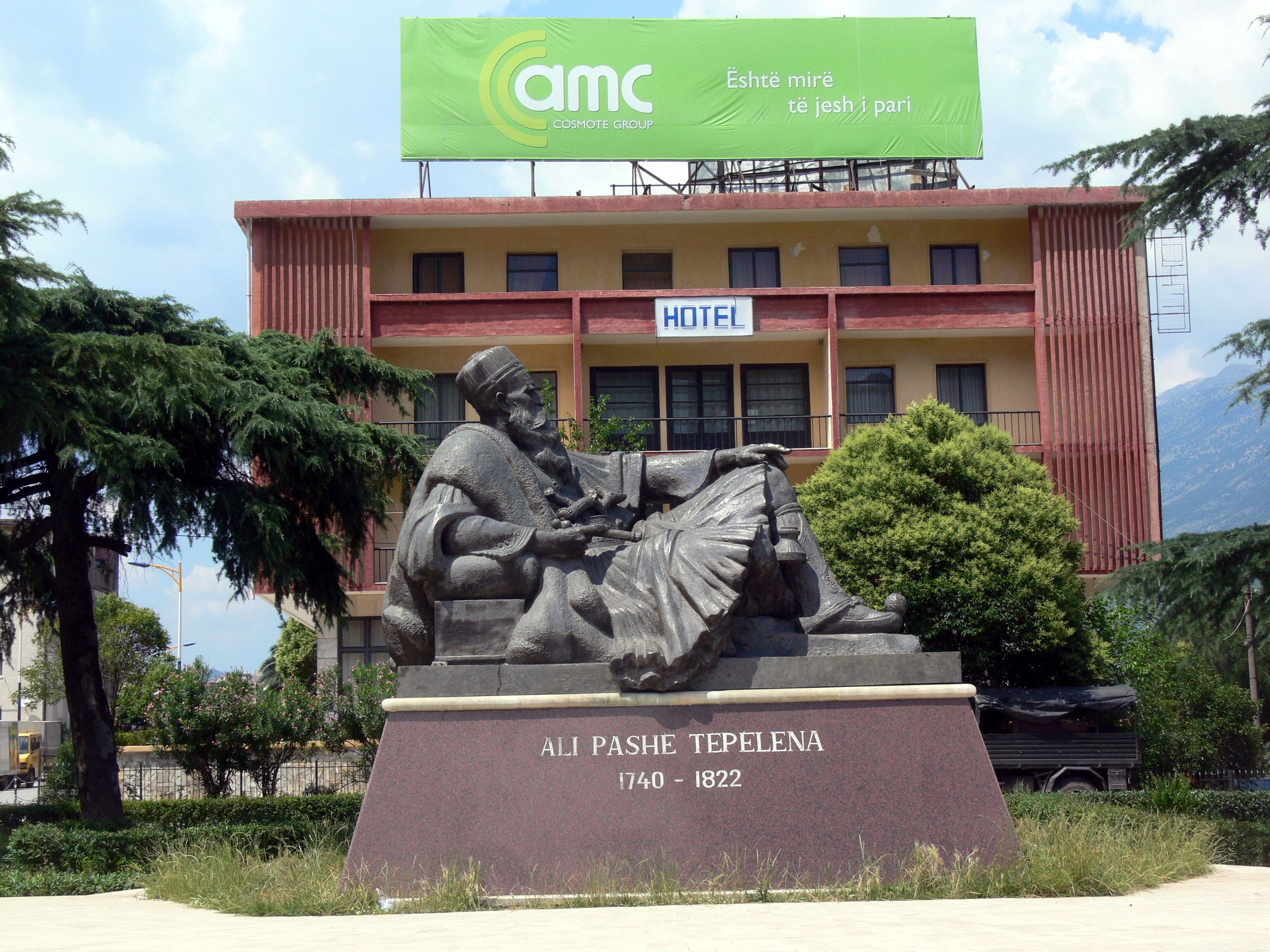
Vista frontal
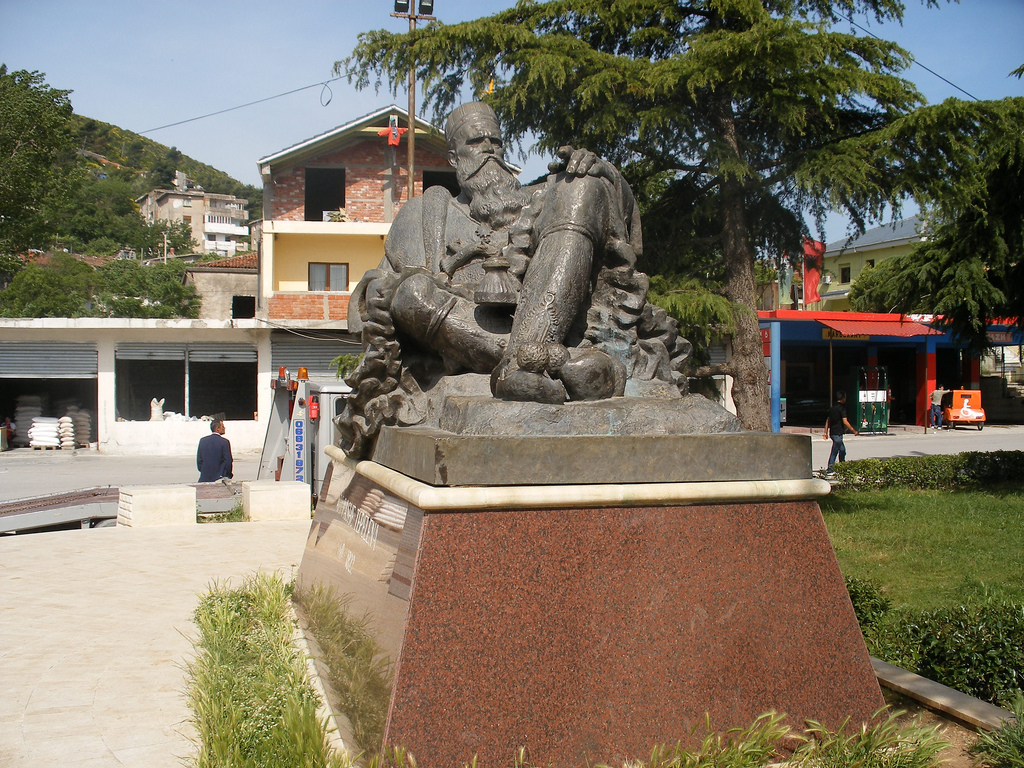
Vista del lateral
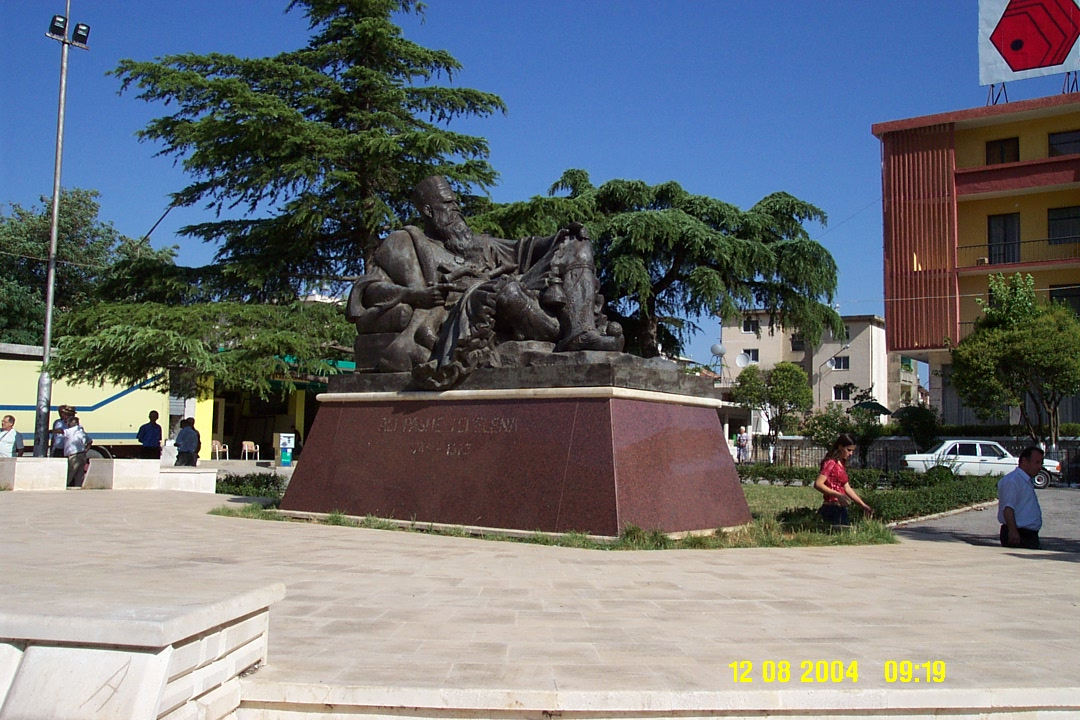
Vista general de la plaza